# Kristine Sa
Kristine Sa, tên thật là Huỳnh Ngọc Nhã Yến, (sinh ngày 6 tháng 6 năm 1982) là một ca sĩ nhạc pop người Canada gốc Việt hiện đang sinh sống tại Toronto, Canada. Ngoài ra, cô còn viết nhạc và làm thơ. Cô sinh tại Sông Bé nhưng đến sinh sống tại Canada lúc 6 tuổi. Hiện cô đang học tại Đại học York. Cô là em gái của nữ ca sĩ Tâm Đoan.

## Đĩa nhạc
- I Never Knew (Nemesis Records, 10/2/2002)
  1. A Dose Of You
  2. Hold You Forever
  3. Gone By Fall
  4. The Arms Of Paradise
  5. Beautiful
  6. Nexusbeta / Parallel Fates
  7. We
  8. My Heart Still Breaks
  9. I Never Knew
  10. Wont Let Go
- reBIRTH (Nemesis Records, 7/12/2004)
  1. Take Me Somewhere
  2. Consequence
  3. Just Drive
  4. Take Me Somewhere (Remix)
  5. A Dose Of You (Remix)
  6. Gone By Fall (Remix)
  7. The Arms Of Paradise (Remix)
  8. A Dose Of You (Acoustic)
  9. Beauty To Me
  10. Happy
  11. The Ocean's Sky (2004)
- AnimeToonz 3: Lemon Edition (Jellybean Recordings, 11/11/2005)
  1. Every Heart - Inuyasha [DJ Jinnai full vocal remix]
  2. The Real Folk Blues - Cowboy Bebop [DJ Jinnai full vocal remix]
  3. Urusei Yatsura No Teema - Urusei Yatsura [Bit Shifter full vocal remix]
  4. Find The Way - Gundam Seed [DJ Jinnai full vocal remix]
  5. Dearest - Inuyasha [DJ Jinnai full vocal remix]
  6. Yapapa - Ranma 1/2 [YMCK dub mix]
  7. Find The Way - Gundam Seed [Architekt 9 full vocal remix]
  8. Every Heart - Inuyasha [Gomi dub mix]
  9. Yapapa - Ranma 1/2 [DJ Jinnai full vocal remix]
  10. The Real Folk Blues - Cowboy Bebop [Masi & Melo vocal club mix]
  11. Every Heart - Inuyasha [John Creamer dub mix]
- AnimeToonz 3: Lime Edition (Jellybean Recordings, 11/11/2005)
  1. Every Heart - Inuyasha [Gomi full vocal remix]
  2. The Real Folk Blues - Cowboy Bebop [Masi & Melo raw vocal remix]
  3. Urusei Yatsura No Teema - Urusei Yatsura [DJ Jinnai full vocal remix]
  4. Yapapa - Ranma 1/2 [YMCK full vocal remix]
  5. Candy Candy - Candy Candy [DJ Jinnai full vocal remix]
  6. Find The Way - Gundam Seed [Architekt 9 dub mix]
  7. Yapapa - Ranma 1/2 [Beta full vocal remix]
  8. Urusei Yatsura No Teema - Urusei Yatsura [Bit Shifter dub mix]
  9. The Real Folk Blues - Cowboy Bebop [Masi & Melo dub mix]
  10. Every Heart - Inuyasha [John Creamer full vocal remix]
- Hopeless Romantic (Nemesis Records, 27/2/2007)
  1. Intro
  2. Don't Come Home
  3. Snooze (Don't Wake Me Up)
  4. In My Mind
  5. Redemption
  6. Consequence
  7. Forbidden Fruit
  8. Lose Myself
  9. I Would Have
  10. I Got What U Want
  11. The Last Race
  12. Goodnight Love

### Trình diễn trên sân khấu hải ngoại

#### Trung tâm Vân Sơn
| STT | Tiết mục | Thể hiện với | Chương trình | Năm  |
| --- | -------- | ------------ | ------------ | ---- |
| 1   | Home     | solo         | Vân Sơn 43   | 2009 |

#### Trung tâm Asia
| STT | Tiết mục | Thể hiện với                                | Chương trình | Năm  |
| --- | --- | ------------------------------------------- | ------------ | ---- |
| 1   | LK Nếu Một Ngày - Thôi - Chủ Nhật Buồn - Bao Giờ Biết Tương Tư - Không                                        | Hồng Diễm, Phạm Tuấn Ngọc                   | ASIA 69      | 2012 |
| 2   | LK: Chán Anh Ghê (Tiến Luân) / Lần Đầu Nói Dối (Vinh Sử, Giao Tiên) / Yêu Hết Con Tim (Vũ Anh Tuấn, Khúc Lan) | Hà Thanh Xuân, Thanh Trúc, Diệp Thanh Thanh | ASIA 71      | 2013 |